# Tìm vịt lục bảo châu Á
Tìm vịt lục bảo châu Á (danh pháp hai phần: Chrysococcyx maculatus) là một loài chim thuộc họ Cu cu (Cuculidae).. Nó được tìm thấy tại Bangladesh, Bhutan, Campuchia, Trung Quốc, Ấn Độ, Indonesia, Lào, Malaysia, Myanmar, Nepal, Sri Lanka, Thái Lan, và Việt Nam. Môi trường sống tự nhiên của nó là rừng đất thấp ẩm cận nhiệt đới hoặc nhiệt đới và rừng núi ẩm cận nhiệt đới hoặc nhiệt đới.